# Сарі Сулейман-паша
Сарі Сулейман-паша (тур. Sarı Süleyman Paşa; помер 14 жовтня 1687) великий візир Османської імперії з 18 листопада 1685 по 18 вересня 1687. Його було страчено після поразки османських військ у Другій битві під Мохачем .
У турецькій мові його епітет sarı означає "світловолосий", буквально "жовтий".

## Раннє життя
Сарі був боснійського походження, народився в Преполє, нині Боснія і Герцеговина) Боснійського еялету. Ім'я його батька в грамоті - Мюрюввет. Сарі був кдх'я великого візира Ахмеда Кепрюля (р. 1661–1676), а пізніше конюшим султана Мегмеда IV.

## Великий візир Османської імперії
18 листопада 1685 року після усунення з посади Байбуртлу Кара Ібрагім-паші новим великим візиром був призначений Сарі Сулейман-паша, який одночасно був поставлений головнокомандувачем армії Османів у війні проти Австрійської імперії. Після призначення великим візиром, він негайно почав писати листи Великому хану Кримського ханства та пашам Тімішоари, Секешфегервара та Осієка, щоб реорганізувати та посилити розбиту османську армію в Угорщині, яка була в складному становищі під час облоги Буди (1686). Незважаючи на те, що Сарі Сулейман-паша робив кілька спроб прорвати блокаду навколо Буди, місто було врешті захоплено Карлом V, герцогом Лотарингії. Невдовзі Османи втратили Секешфегервар .
Після цього Сулейман-паша намагався з османським військом утримати те, що залишилося на півночі Османської імперії, і навіть послав Мехмета-агу для переговорів про мир із Донатом Джоном Гейслером у Гуттентазі.
Після поразки під Мохачем османська армія почала повстання проти великого візира. Сулейман-паша, побоюючись, що повстання закінчиться його смертю, втік спочатку до Белграда з яничарським агою Бекрі Мустафа-пашою та скарбником Сеїдом Мустафою-пашою, а потім, досить нерозумно, до Стамбула, де він знайшов притулок у будинку старого друга, єврея на ім’я Соломон. Серед ватажків цього військового повстання були Єген Осман-паша та Абаза Сіявуш-паша, який був бейлербей еялету Алеппо. Коли стало відомо, що Сарі Сулейман-паша втік, солдати, які очолили повстання, зібралися й обрали Абазу Сіявуш-пашу, якого вони знали як одного з них, сердарем і «Великим візиром».
На початку вересня 1687 року звістка про його поразку і втечу прийшла до Стамбула. Після того як Мегмед IV отримав цю звістку, він проголосив Абаза Сіявуш-пашу новим командувачем збройними силами, а згодом і новим великим візиром. Незабаром 14 жовтня Сулейман-паша був затриманий і страчений. Його відрубану голову відправили в армію по дорозі на Балкани. Тіло Сарі Сулейман-паші було поховано поруч із мечеттю, яку він побудував біля Доганджилара в Ускюдарі.
Через два місяці сам султан Мегмед також був усунутий від влади і його замінив султан Сулейман II.

## Дивись також
- Список великих візирів Османської імперії
- Битва під Мохачем (1687)